# Bohdan Szerhijovics Vjunnik
Bohdan Szerhijovics Vjunnik (cirill betűkkel: Богдан Сергійович В'юнник; Harkiv, 2002. május 21. –) ukrán korosztályos válogatott labdarúgó, az osztrák Grazer AK csatárja kölcsönbe a Sahtar Doneck csapatától.

## Pályafutása

### Klubcsapatokban
Vjunnik az ukrajnai Harkiv városában született. Az ifjúsági pályafutását a Metaliszt Harkiv és a Dinamo Kijiv csapatában kezdte, majd a Sahtar Doneck akadémiájánál folytatta.
2020-ban mutatkozott be a Sahtar Doneck első osztályban szereplő felnőtt keretében. 2021 és 2023 között az ukrán Mariupol, a svájci Zürich és az osztrák Grazer AK csapatát erősítette kölcsönben. A Zürich színeiben először a 2022. augusztus 14-ei, Winterthur ellen 1–1-es döntetlennel zárult mérkőzés 46. percében, Ivan Santini cseréjeként lépett pályára.

### A válogatottban
Vjunnik az U16-os, az U17-es és az U21-es korosztályú válogatottakban is képviselte Ukrajnát.
2021-ben debütált az U21-es válogatottban. Először 2021. március 29-én, Szlovákia ellen 3–2-es vereséggel zárult barátságos mérkőzésen lépett pályára és egyben megszerezte első válogatott gólját is.

## Statisztikák
2022. november 13. szerint
| Klub                  | Szezon   | Osztály            | Bajnokság | Bajnokság | Kupa és Ligakupa | Kupa és Ligakupa | Nemzetközi | Nemzetközi | Összesen | Összesen |
| Klub                  | Szezon   | Osztály            | Meccs     | Gól       | Meccs            | Gól              | Meccs      | Gól        | Meccs    | Gól      |
| --------------------- | -------- | ------------------ | --------- | --------- | ---------------- | ---------------- | ---------- | ---------- | -------- | -------- |
| Sahtar Doneck         | 2020–21  | Premjer Liha       | 5         | 0         | 0                | 0                | 1          | 0          | 6        | 0        |
| Mariupol (kölcsönben) | 2021–22  | Premjer Liha       | 11        | 1         | 2                | 0                | —          | —          | 13       | 1        |
| Zürich (kölcsönben)   | 2022–23  | Swiss Super League | 7         | 0         | 1                | 0                | 6          | 0          | 14       | 0        |
| Összesen              | Összesen | Összesen           | 23        | 1         | 3                | 0                | 7          | 0          | 33       | 1        |